# Matheus Pereira
Matheus Fellipe Costa Pereira (* 5. Mai 1996 in Belo Horizonte) ist ein brasilianischer Fußballspieler. Der Flügelstürmer steht beim Cruzeiro EC unter Vertrag.

## Karriere

### Verein
Pereira wuchs in Portugal auf und wechselte 2009 vom CF Trafaria zu Sporting Lissabon. Bei Sporting durchlief er die Jugendmannschaften und wurde ab Januar 2014 in der zweiten Mannschaft des Vereins eingesetzt, die in der Segunda Liga spielt. Dort brachte es Pereira in dreieinhalb Jahren auf 42 Einsätze mit 17 Torerfolgen. Sein erstes Spiel für die erste Mannschaft absolvierte er am 1. Oktober 2015 beim 1:1 gegen Beşiktaş Istanbul in der Gruppenphase der Europa League. In der Spielzeit kam er zu insgesamt 18 Einsätzen in der ersten Mannschaft und belegte mit ihr den zweiten Platz in der Meisterschaft. Im Juli 2017 wurde Pereiras Vertragslaufzeit bei Sporting bis 2022 verlängert und eine festgeschriebene Ablösesumme von 60 Millionen Euro im Vertrag verankert. Die Saison 2017/18 spielte er auf Leihbasis beim Ligakonkurrenten GD Chaves, für den er zu 30 Pflichtspieleinsätzen kam.
Im September 2018 wurde Pereira bis Saisonende an den Bundesligisten 1. FC Nürnberg verliehen. Die Spielzeit 2019/20 spielte er auf Leihbasis bei West Bromwich Albion. Im August 2020 wurde er von dem Klub fest für vier Jahre verpflichtet. Bereits nach einer Saison verließ er für 18 Millionen Euro den Klub jedoch in Richtung al-Hilal in Saudi-Arabien.
Im Juli 2023 ging Pereira in seine Heimat zurück. Er wechselte auf Leihbasis zum Cruzeiro EC nach Belo Horizonte. Die Leihe wurde auf ein Jahr befristet. Im Mai 2024 wechselte der Spieler dann fest zu dem Klub. Die Ablösesumme betrug 5,5 Millionen Euro. Der Kontrakt erhielt eine Laufzeit bis Jahresmitte 2026.

### Nationalmannschaft
Am 12. Oktober 2024 wurde Pereira im Rahmen von Qualifikationsspielen zur Fußball-Weltmeisterschaft 2026 von Nationaltrainer Dorival Júnior für ein Spiel berufen. Er sollte Lucas Paquetá ersetzten Dieser war nach einer Gelben Karte im Spiel gegen Chile am 10. Oktober für das Treffen gegen Peru am 15. Oktober gesperrt. In dem Spiel gegen Peru wurde Pereira in der 78. Minute für Raphinha eingewechselt.

## Erfolge
al-Hilal
- Saudischer Meister: 2022
- Saudischer Supercupsieger: 2022
- AFC-Champions-League-Sieger: 2021

Auszeichnungen
- Bundesliga Rookie Award: April 2019